# Kilroy Travels
Kilroy Travels er et nordisk rejsebureau, der fokuserer på unge mennesker, herunder oplevelsesrejser og backpacking.
Kilroy Travels' historie går tilbage til SSTS, Scandinavian Student Travel Service, der var en sammenslutning af nordiske rejseselskaber stiftet af nordiske studenterorganisationer. SSTS stiftedes i 1951 og havde som formål at samle indkøb af flybilletter og gøre dem tilgængelige for studerende. De nordiske studenterorganisationer, der var involverede var DIS Rejser (Danmark), Travela (Finland), Univers Reiser (Norge) og SFS Resebyrå (Sverige). SSTS oplevede en hurtigt voksende popularitet, men blev først i 1987 reorganiseret til den virksomhed der i dag er kendt som Kilroy Travels. I de efterfølgende år har Kilroy Travels opkøbt indtil flere rejseselskaber i Europa og ejes i dag af danske Axcel (29,5 %), finske HYY Group (63.4 %) og de nordiske studenterorganisationer (7,1 %).
KILROY eksisterer i dag i otte lande: KILROY Denmark, KILROY Sweden, KILROY Norway, KILROY Finland, KILROY Belgium, KILROY Netherlands, KILROY Iceland og KILROY UK.

## Eksterne links
- Kilroy Travels' danske hjemmeside